# Chiesa di Santa Maria della Mercede e Sant'Alfonso Maria de' Liguori
La chiesa di Santa Maria della Mercede e Sant'Alfonso Maria de' Liguori (già chiesa di Santa Maria della Redenzione dei Captivi) è un luogo di culto di Napoli; si trova nel cuore del centro storico, a pochi passi dal Conservatorio di San Pietro a Majella, in via San Sebastiano.

## Storia

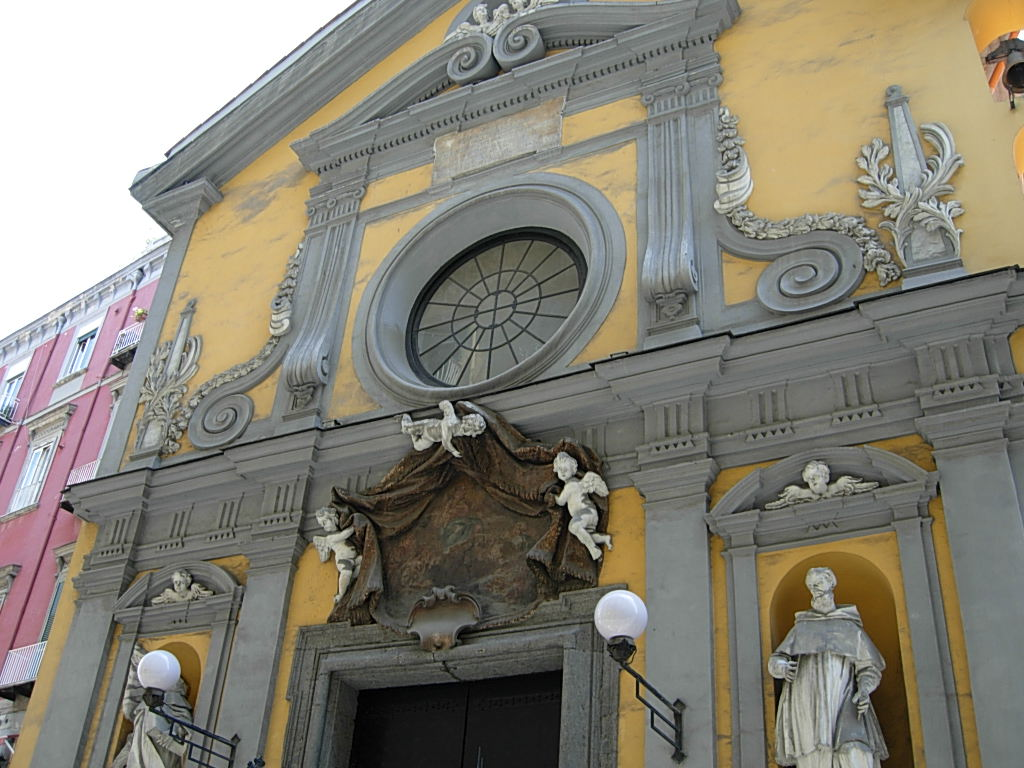
Particolare della facciata.

Il tempio venne fondato nella seconda metà del XVI secolo per volere di un'associazione caritativa nata nel 1548 con lo scopo di riscattare i cristiani fatti prigionieri (captivi) nelle battaglie contro i musulmani.
In un primo momento l'associazione operò nella chiesa di San Domenico Maggiore, per poi iniziare la costruzione di un nuovo edificio di culto su un suolo concesso dai Celestini del vicino tempio di San Pietro a Majella.
Importante fu il rifacimento del 1706 che, per opera di Ferdinando Sanfelice, portò alla completa riprogettazione della facciata; il prospetto fu definito mediante l'impiego di elementi dorici per la parte del basamento e per il primo livello, mentre assai meno canonica fu la disposizione del frontone, degli obelischi con foglie di palma ai lati estremi e il particolare timpano terminante con due ampie volute.
Altri rimaneggiamenti furono eseguiti nel 1715, con l'aggiunta di ulteriori elementi decorativi, e nel 1836 con un restauro di cui è conservata prova da una lapide posta all'interno della chiesa.
Inoltre, in questa chiesa Sant'Alfonso Maria de' Liguori (Dottore della Chiesa), ritiratosi dalla vita forense, depose ai piedi della Vergine, di cui era devoto, la sua spada da cavaliere facendo voto di dedicarsi da quel momento in poi al sacerdozio. Nella chiesa furono anche custodite le sue reliquie, per opera della Reale Arciconfraternita di Santa Maria della Mercede e Sant'Alfonso Maria de' Liguori, costituitasi dopo la soppressione degli ordini religiosi.

## Descrizione

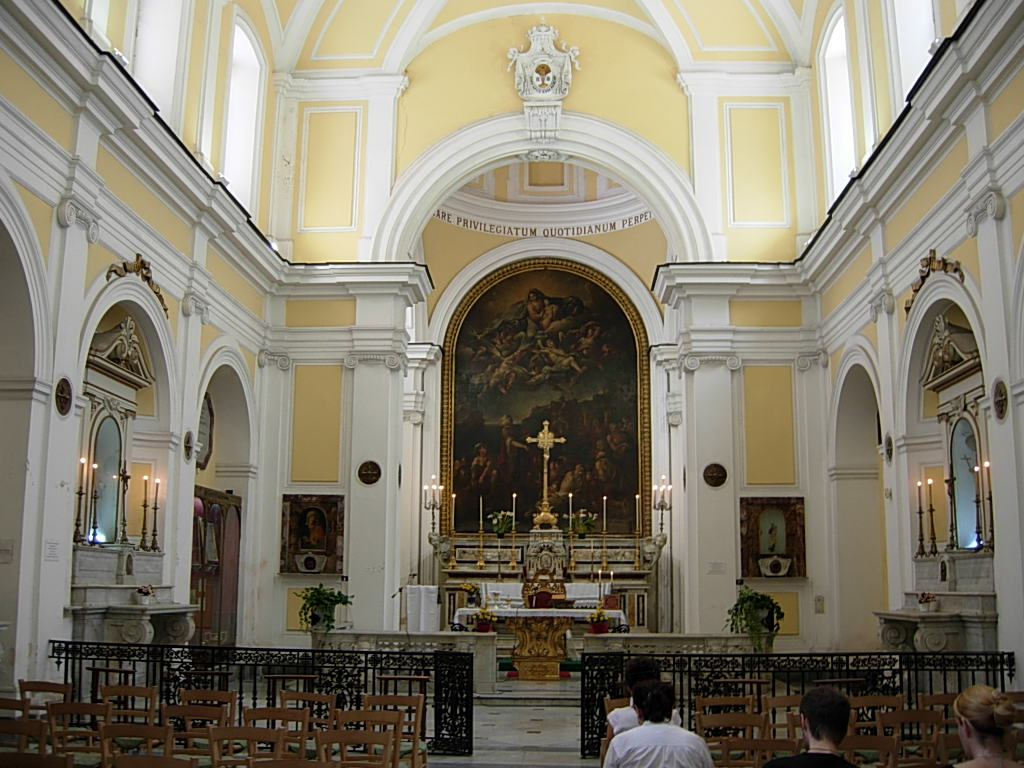
Interno

La chiesa si presenta a navata unica con mura perimetrali all'interno delle quali, da ambo i lati, sono ricavati i sei spazi che, sormontati da archi a tutto sesto, contengono altrettanti altari eseguiti alla fine del Settecento; i capitelli sono ionici e, al di sopra de secondo livello della trabeazione, si aprono cinque finestroni per lato.
La navata è ricoperta da una volta in stucco con controsoffittatura della copertura a capriate e tegole; la cupola è semisferica e sul tamburo si aprono finestroni.
In una cappella, con un altare decorato con stucchi dorati, è custodito un bell'organo settecentesco.
Interessante è pure Il riscatto degli schiavi, la tela posta sull'altare maggiore, opera del 1672 di Giacomo Farelli e raffigurante la Vergine Maria con il Bambino fra le braccia che sormonta un gruppo di schiavi in attesa di essere salvati con riscatto dal sopraggiungere di un'imbarcazione.
L'altare maggiore fu coinvolto nell'opera di restauro del Sanfelice e fu eseguito per opera di Lorenzo Fontana. I putti ivi presenti furono invece eseguiti da Domenico Antonio Vaccaro.
I dipinti della controfacciata (1571-1618) sono di Teodoro d'Errico (soprannome del fiammingo Hendrickz Dick):
- L'angelo annunziante, lato destro;
- Madonna Annunziata, lato sinistro.

I dipinti degli altari laterali, invece, sono:
- Sant'Anna, I a destra, di Giuseppe Simonelli;
- San Francesco d'Assisi, II a destra, di Nicola Malinconico;
- San Nicola di Bari, III a destra, di Nicola Malinconico;
- San Carlo Borromeo, I a sinistra, di Nicola Malinconico;
- San Francesco di Paola, II a sinistra, di Nicola Malinconico;
- Santi Celestino V e Antonio di Padova, III a sinistra di Giuseppe Simonelli.